# Recyklace plastů

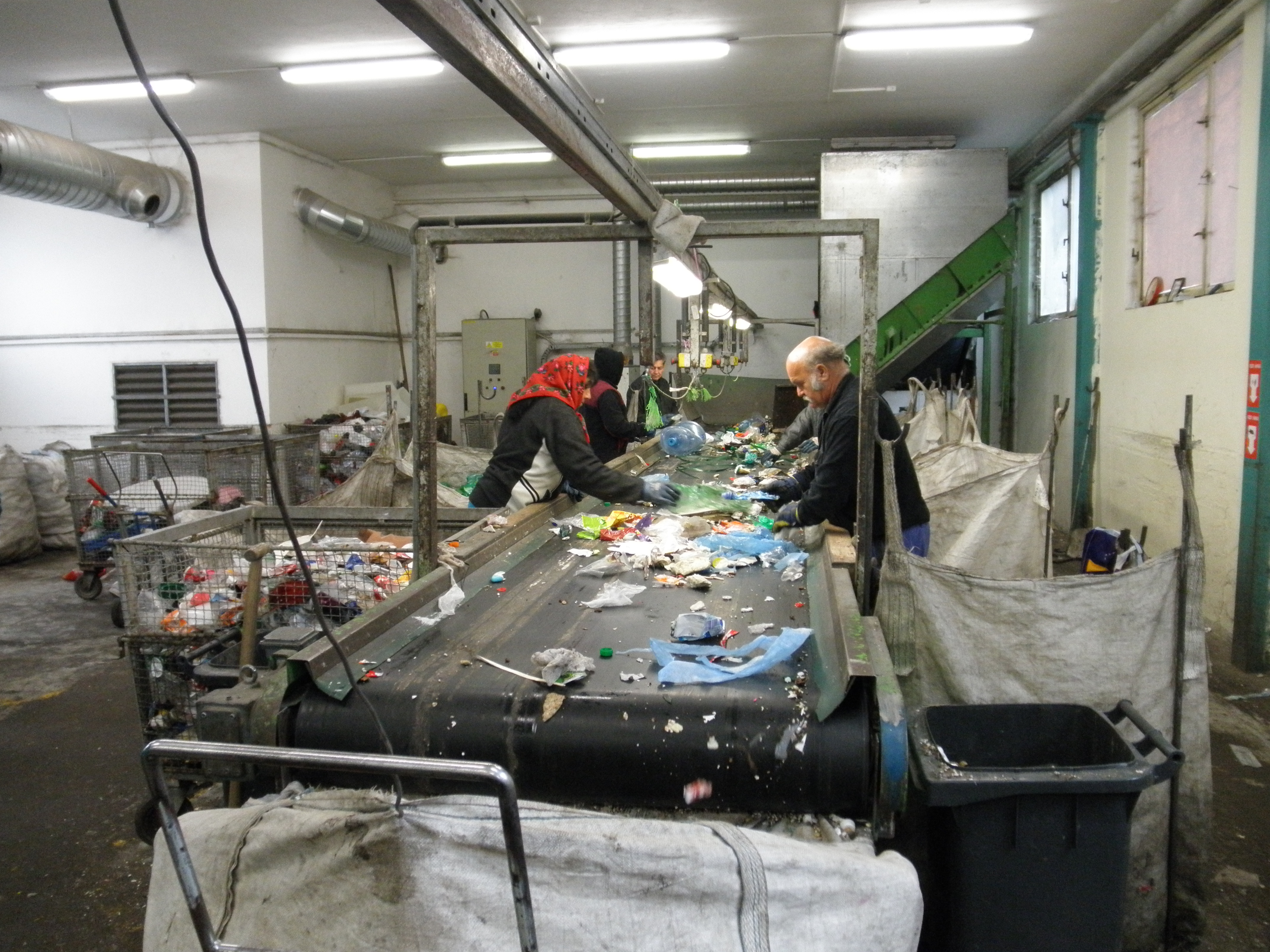
Třídění plastů na dotříďovací lince v Olomouci (Technické služby města Olomouce). Třídí se na modré PET láhve, zelené PET láhve, průhledné PET láhve, igelitové sáčky, zbývající plasty vhodné ke zpracování. Zbývající drobný plastový a neroztříditelný materiál bude odvezen do spalovny odpadů.

Recyklace plastů je proces renovace zbytkových nebo odpadních plastů a zařazení materiálu do užitečných produktů, někdy úplně odlišných ve formě od jejich původního stavu. Například to může znamenat roztopení PET lahví a jejich odlévání jako židlí a stolů, tedy ne jejich původního stavu. Recykláty nedosahují původních vlastností. Typicky se tedy plasty nerecyklují do stejného typu plastu a produkty vyrobené z recyklovaných plastů někdy nejsou recyklovatelné. Roku 2022 ani 10 % plastů nebylo vyrobeno z recyklátu.

## Charakteristika
Při srovnání s jinými materiály jako sklo a kovy, plastové polymery vyžadují větší zpracování (termální depolymerizace a monomérní recyklace) na recyklaci. Pro velkou molekulární hmotnost jejich dlouhých polymerových řetězců, plasty mají nízkou směšovací entropii. Makromolekula interaguje se svým prostředím podél celé své délky, tedy celková energie zapojená do směšování je větší při srovnání s organickou molekulou s podobnou strukturou (viz entalpie). Samotné ohřívaní nestačí na roztopení této veliké molekuly, tedy plasty musí mít téměř identické složení na efektivní míchání.
Když se smíchají topením plasty rozdílných typů, mají tendencí na fázovou separaci jako olej a voda, a zůstanou v těchto vrstvách. Fázové hranice způsobují strukturní slabost ve výsledném materiálu, což znamená, že polymérové směsi jsou užitečné v omezeném množství aplikací.
Další bariéra k recyklaci je široké používání barviv, tmelů a jiných přísad do plastů. Polymer je obvykle příliš viskózní na ekonomické odloučení tmelů a může se poškodit mnoha procesy, které mohou levně odstranit přidaná barviva. Aditiva se méně používají v nápojových obalech a plastických taškách, což umožňuje jejich častější recyklaci. Další překážka na odloučení velkého množství plastů z odpadu a skládek je fakt, že mnoho početných, ale malých plastových položek nemá univerzální trojúhelníkový recyklační symbol a doprovodné číslo. Dobrý příklad jsou miliardy kusů plastového náčiní, které se podává ve fast foodech nebo prodává na použití na pikniku.
Použití biologicky odbouratelných plastů roste. Pokud se některý z těchto smíchá s ostatními plasty na recyklaci, vrácený plast není recyklovatelný pro různé vlastnosti a teploty topení.

### Depolymerizace
V Ústavu chemických procesů Akademie věd ČR vyvinuli metodu depolymerizace netříděných PET obalů. Touto metodou se získává kyselina tereftalová, která je jednou z výchozích složek k opětovné výrobě polymeru PET. Výhodou metody je neselektivní přístup, který dovoluje zpracovat netříděné PET láhve. Metoda probíhá v mikrovlnném reaktoru.

### Biologická recyklace a depolymerace

#### Bakterie a houby
Roku 2006 byla publikována studie, podle níž byla geneticky upravená kutináza (serin esteráza, FsC) z parazitické plísně Fusarium solani pisi schopná degradovat vlákna polymerů polyethyleneterephthalátu a polyamidu. Schopnost enzymů některých bakterií částečně degradovat povrch tkanin na bázi polyethylentereftalátu a zvýšit podíl hydrofilních skupin pro účely jejich barvení byla zkoumána roku 2008. Konkrétně byly popsány hydrolázy 1 a 2 (BTA1 and BTA2) aktinobakterie Thermobifida fusca KW3b.
Roku 2016 publikovali japonští vědci objev nového druhu bakterie Ideonella sakaiensis 201-F6, nalezené poblíž podniku na recyklaci plastů, a její dva unikátní enzymy, schopné rozkládat polyethylentereftalát na dva monomery, kyselinu tereftalovou a ethylenglykol (Is PETase). Bakterie je schopná tyto látky využívat jako energetický zdroj i zdroj uhlíku. Tato PET-áza, kterou Ideonella sekretuje, je aromatická polyesteráza, která má vlastnosti společné kutináze a lipáze. Genetickou úpravou enzymu se podařilo zlepšit jeho schopnost degradovat PET substrát a zároveň získal novou vlastnost, která mu umožňuje štěpit i semiaromatický polyester, polyethylen-2,5-furandicarboxylát (PEF).
Skupina francouzských vědců z Univerzity v Toulouse zveřejnila v dubnu 2020 v časopisu Nature článek, ve kterém popsala využití rekombinantního enzymu PET hydrolázy, původně izolovaného z bakterií nalezených v kompostu (leaf-branch cutinase LCC). Enzym je termostabilní až do blízkosti tavicí teploty PET (<84,7 °V) a během 10 hodin rozštěpil 90 % substrátu na monomery. 3 g enzymu produkuje až 200 g monomeru v petrochemické kvalitě z 1 kg PET/ hodinu.

#### Hmyz
Larvy Zavíječe voskového (Galleria mellonella), které se za běžných okolností živí včelím voskem, jsou schopné štěpit CH2-CH2 vazby a požírají i polyetylenový sáček, přičemž produkují etylenglykol. Vděčí za to patrně symbiotické bakteriální mikroflóře ve svém střevě (Enterobacter asburiae and Bacillus sp.), podobně jako larvy Zavíječe paprikového (Plodia interpunctella), které rovněž využívají široké spektrum potravy, včetně jedovatých semen.
Larvy potemníka moučného (Tenebrio molitor) i mnohem větší larvy brazilského potemníka Zophobas atratus, druhu příbuzného Zophobas morio, jehož larvy se rovněž pěstují jako krmivo pro terarijní zvířata, jsou schopné živit se až jeden měsíc polystyrenem jako jediným zdrojem potravy, přičemž 36,7 až 47,7 % pozřené hmoty je rozloženo na CO2. Také v jejich případě degradaci neobvyklé potravy zprostředkují symbiotické mikroorganismy ve střevě.

## Recyklace v Česku
V ČR byl v roce 2010 vytříděný plastový odpad využit jako materiál zhruba z poloviny a v roce 2020 ze čtvrtiny (třetina se skládkuje).  Každý obyvatel vytřídil v roce 2022 průměrně 17,2 kg plastového odpadu, přičemž byla dosažena míra recyklace a energetického využití vytříděných plastových odpadů 86 %. V roce 2022 bylo na území ČR k dispozici 402 444 sběrných nádob na plasty. Vytříděno bylo 180 000 tun plastového odpadu, díky čemuž se dosáhlo úspory cca 162 000 tun CO2 ekv. Recyklace stojí až 20 Kč za kilogram plastu a také poplatek do EU za nezrecyklování plastu je zhruba 20 Kč za kilogram, takže se recyklace jistých plastů vůbec nevyplatí.